# Powerplay (musikgrupp)
Powerplay är en svensk grupp som framför musik ifrån spel till NES. Musikgruppen startades tidigt 2000-tal . De har bland annat spelat på ett flertal Dreamhack och två gånger på Arvikafestivalen samt även i Nyhetsmorgon på TV4 och på SVT. 2009 spelade de även på den japanska tv-spels festivalen Fami-mode och 2011 på Malmöfestivalen.
Bandet består av fyra medlemmar och har som kännetecken att vilja spela så likt originalmusiken i spelen som möjligt, trots att de består av en trummis, en gitarrist, en basist och en keyboardist.
Lista över spel som Powerplay spelat musik ifrån:
- Blue Shadow
- Bubble Bobble
- Castlevania
- Castlevania II: Simon's Quest
- Faxanadu
- Goonies II
- Kid Icarus
- Mega Man
- Mega Man 2
- Mega Man 3
- Metroid
- Super Mario Bros.
- Super Mario Bros. 2
- Super Mario Bros. 3
- Teenage Mutant Ninja Turtles
- The Legend of Zelda

## Fotnoter
1. 1 2 3 4  http://lt.se/kulturnoje/noje/1.44726
2. ↑  http://lt.se/kulturnoje/noje/1.43277
3. ↑  http://www.dreamhack.se/dhs08/news/30-powerplay-kommer-tillbaka-till-dreamhack-i-sommar
4. ↑  http://www.rockfoto.nu/artists/Powerplay/gig/20050714/870/photos
5. ↑  ”Arkiverade kopian”. Arkiverad från originalet den 1 mars 2009. https://web.archive.org/web/20090301025107/http://www.metro.se/se/article/2009/01/21/19/4425-65/index.xml. Läst 20 februari 2009.
6. ↑  ”Malmöfestivalen: Zalza, Snild Dolkow & Powerplay | Terebi Ge-mu | Bambuser”. Bambuser. Arkiverad från originalet den 13 maj 2016. https://web.archive.org/web/20160513080606/http://bambuser.com/v/1915319. Läst 11 maj 2016.
7. ↑  ”Nintendomusik på riktigt”. Metro. 17 juni 2007. Arkiverad från originalet den 8 september 2012. https://archive.ph/20120908202216/http://www.metro.se/metro-teknik/nintendomusik-pa-riktig/Objgfq!22_3206-48/. Läst 16 januari 2020.
8. ↑  http://www.youtube.com/watch?v=8TzjiLbEJns